# Gare de Remiremont
Gare de Remiremont vasútállomás Franciaországban, Remiremont településen.

## Vasútvonalak
Az állomást az alábbi vasútvonalak érintik:
- Épinal-Bussang-vasútvonal
- Remiremont-Cornimont-vasútvonal

## Kapcsolódó állomások
A vasútállomáshoz az alábbi állomások vannak a legközelebb:
- Gare d’Épinal
- Gare de Saint-Nabord